# Paul Ohnsorge
Paul Ohnsorge (* 26. Oktober 1915 in Sagan, Provinz Schlesien; † 13. September 1975 in Hambühren) war ein deutscher Künstler.

## Leben
Paul Ohnsorge studierte von 1934 bis 1938 an der Hochschule für die bildenden Künste in Berlin bei Gerhard Ulrich und Ferdinand Spiegel. Bevor er in den Kriegsdienst nach Polen, Dänemark und Norwegen eingezogen wurde, unternahm er Malerreisen an die Nordsee, nach Italien und nach Frankreich. Während des Zweiten Weltkriegs konnte er bei seinen Heimaturlauben ein Atelier der Preußischen Akademie der Künste nutzen und beteiligte sich an Ausstellungen. 1943 heiratete er Ruth Ohnsorge, die er in seiner Geburtsstadt Sagan kennengelernt hatte. Am 8. Mai 1945 geriet er in der Tschechoslowakei in sowjetische Gefangenschaft, aus der er erst im Mai 1949 nach Berlin zurückkehrte.
1951 gründete er zusammen mit Hannah Höch, Peter Fischer und Karl Rössing die Künstlergemeinschaft Ring.
Im August 1955 zog Ohnsorge in die Dernburgstraße in Berlin-Charlottenburg. 1961 wurde ihm durch Willy Brandt in Anwesenheit von Theodor Heuss bei der Eröffnung der Großen Berliner Kunstausstellung für sein Gesamtwerk der „Große Preis der Berliner Kunstausstellung“ verliehen. 1969 zog er sich von seinen Ämtern bei der Großen Berliner Kunstausstellung zurück. 1968 hatte er sich in Hambühren bei Celle ein Haus gebaut, wo er 1975 kurz vor seinem 60. Geburtstag verstarb.

## Werk
Paul Ohnsorge malte viele Hafenszenen, Gartenbilder, Stillleben, Landschaften und Reisebilder im Stil der französischen Moderne. Als Ausdrucksmittel verwendete er Öl, Aquarell und Gouache.
Ohnsorge wurde auch bei der Innengestaltung vieler Berliner Kirchen beteiligt, wie zum Beispiel in Mater Dolorosa in Lankwitz, in Maria Frieden in Mariendorf, in Sankt Richard in Neukölln und in der Dorfkirche Tempelhof. Zudem entwarf er zahlreiche Kirchenfenster.
Viele seiner frühen Werke sind während des Zweiten Weltkriegs wegen der Vertreibung seiner Eltern aus Schlesien und wegen der Bombenangriffe der Alliierten verloren gegangen. Ein Teil seines Nachlasses fiel einem Wasserschaden zum Opfer.

## Retrospektiven
- 1988: Verein Berliner Künstler
- 2003: Galerie, Bremen
- 2004: Albert-König-Museum in Unterlüß